# Vásáry Tamás
Vásáry Tamás (Debrecen, 1933. augusztus 11. –) a Nemzet Művésze címmel kitüntetett, Kossuth-díjas magyar zongoraművész, karmester. Vásáry József (1890–1975) politikus, országgyűlési képviselő fia.

## Életpályája
Nagyapja Baltazár Dezső református püspök, egyik nagybátyja, Vásáry István egy időben a város polgármestere, később, 1944–45-ben az ideiglenes kormány pénzügyminisztere is volt. Csodagyerekként indult, már gyermekkorában rendszeresen adott zongorakoncerteket. 10 évesen lett Dohnányi Ernő tanítványa, 14 évesen megnyerte a Zeneakadémia Liszt-versenyének első díját. Gát József és Hernádi Lajos tanítványaként 1953-ban szerezte meg művészdiplomáját a Liszt Ferenc Zeneművészeti Főiskola zongora tanszékén. Ezt követően Kodály Zoltán tanársegédjének nevezték ki a Zeneakadémia szolfézs tanszékén. 
Művészi karrierje Leningrádban és Moszkvában indult kiemelkedő sikerrel, majd rövid időn belül négy jelentős nemzetközi versenyen lett díjazott (1955-ben a varsói Chopin-versenyen és a párizsi Marguerite Long-versenyen, az 1956-os brüsszeli Erzsébet királyné versenyen és 1957-ben a Rio de Janeiró-i nemzetközi versenyen).
1961-ben mutatkozott be Londonban a Royal Festival Hallban, mely elindította nemzetközi karrierjét. Azóta évi átlag 100 hangversenyt ad a világ legfontosabb zenei központjaiban (London, Párizs, Berlin, Bécs, Róma, Madrid, Lisszabon, Luxemburg, Stockholm, Oslo stb.) 1962-ben Széll György mutatta be New Yorkban a Carnegie Hallban. Rendszeresen fellép a világ legfontosabb zenekaraival és legnagyobb karmestereivel (pl. Ernest Ansermet, André Cluitens, Paul Kletzki, Fricsay Ferenc, André Previn, Claudio Abbado, Sir Simon Rattle, Wolfgang Sawallisch, Eugen Jockhum, Erich Leinsdorf, Doráti Antal, Bernard Haitink, Kurt Sanderling, Solti György, Rudolf Kempe, Neville Marriner, Sir Adrian Boult stb.)
A legfontosabb fesztiválok vendége mint a Salzburgi Ünnepi Játékok, Edinburgh, Berlin, Granada, Aldeburgh, Tanglewood (U.S.A.) Cleveland Blossom, Streza, Hongkong, London South Bank Festival, BBC Proms. Holland Fesztivál, Budapesti Tavaszi Fesztivál.
Karmesterként több mint 100 zenekarral dolgozott, (pl. Berlini Filharmonikus Zenekar, New York-i Filharmonikusok, Washington National, Dallas, Detroit, Houston, Baltimore, Denver, Londoni Filharmonikus Zenekar, Londoni Szimfonikus Zenekar, Royal Filharmonikus Zenekar, Philharmonia Zenekar, Orchestre National de France, Santa Cecilia (Roma), a Rai Torinói Szimfonikus Zenekara, Spanish National stb. Két angol zenekar igazgatója és első karmestere: Northern Sinfonia (1979–1982), Bournemouth Sinfonietta (1989–1997).
A Magyar Rádió Szimfonikus Zenekarának főzeneigazgatója (1993–2004). A Magyar Rádió Szimfonikus Zenekarának örökös tiszteletbeli főzeneigazgatója 2004-től.
2005. december 19-én a Mindentudás Egyeteme előadója volt .
André Tchaikowsky neki ajánlotta az Invenciók zongorára, op. 2 ciklus (1961–63) hetedik darabját.

## Jelentősebb díjai
Külföldön:
- Bach- és Paderewski-érem, London
- Művészetek Érdemrendjének Tiszti fokozata, Párizs
- UNESCO Mozart Érem, 2012, Párizs
- 1988 óta a London College of Music tiszteletbeli tagja.
- 1992 óta a Royal Academy of Music tiszteletbeli tagja.

Magyarországon:
- Liszt Ferenc emlékplakett (1986)

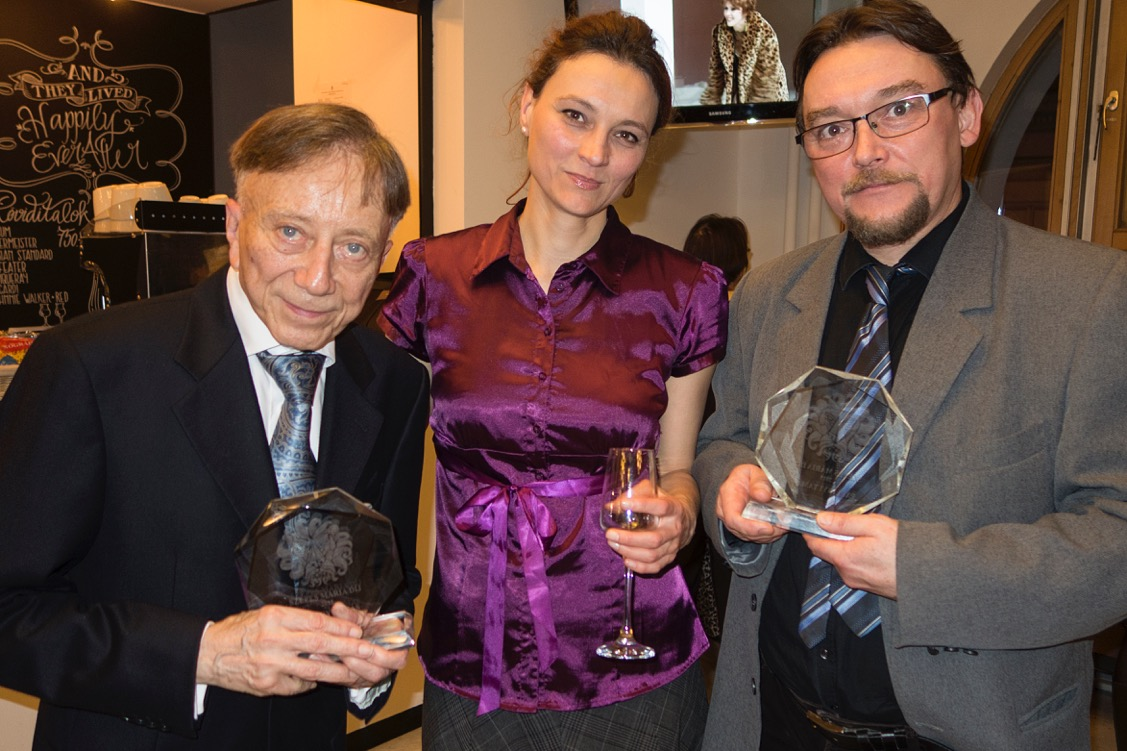
Fürjes Katalinnal és Paulinyi Tamással a második Szepes Mária-díj átadáson mint az egyik díjazott

- A Magyar Köztársasági Érdemrend tisztikeresztje (1994)
- Köztársasági Aranyérem (1998)
- Kossuth-díj (1998)
- Magyar Örökség díj (1999)
- A francia kulturális miniszter által adományozott Művészetek és Irodalom Lovagrendjének Tiszti Fokozata kitüntetést (2001)
- Millenáris Kölcsey-díj (2001)
- Köztársaság Elnökének Érdemérem (2003)
- Prima Primissima díj (2007)
- Liszt Ferenc Zeneművészeti Egyetem Tiszteletbeli Tanára rang (2007)
- Debreceni Egyetem: Doctor Honoris Causa (2008)
- A Magyar Köztársasági Érdemrend középkeresztje a csillaggal (2009)
- Bartók–Pásztory-díj (2009)
- A Magyar Kultúra Követe cím (2009)
- Pro Renovanda Cultura Hungaria Alapítvány: Alapítványi fődíj (2010)
- A Nemzet Művésze (2014)
- Újbuda díszpolgára (2014)[9]
- Szepes Mária-díj (2015)[10]
- Magyar Szent István-rend (2017)
- Budapest díszpolgára (2018)[11]

## Megjelent felvételei
| Megjelenés | Kiadó               | Cím |
| ---------- | ------------------- | --- |
| 1984       | Deutsche Grammophon | SERGEI RACHMANINOV Piano Concertos Nos 2 + 4 Tamás Vásáry; London Symphony Orchestra; Yuri Ahronovitch |
| 1988       | Deutsche Grammophon | MEDITATION Works by J.S. Bach, Bruch, Chopin, Dvorák, Massenet, Mozart Vásáry; Schwalbé; Kubelik; Richter; Baumgartner; Böhm; Karajan Münchener Bach-Orchester; Festival Strings Lucerne; Wiener Philharmoniker; Berliner Philharmoniker a.o.            |
| 1988       | Deutsche Grammophon | TRÄUMEREI (Die schönsten romantischen Klavierstücke) Works by Beethoven, Chopin, Debussy, Liszt, Schubert, Schumann Géza Anda; Martha Argerich; Stefan Askenase; Christoph Eschenbach; Wilhelm Kempff; Tamás Vásáry                                      |
| 1988       | Deutsche Grammophon | FRÉDÉRIC CHOPIN Piano music Vásáry, Askenase, Cherkassky, Eschenbach, Karolyi |
| 1989       | Deutsche Grammophon | FRÉDÉRIC CHOPIN Nocturnes |
| 1990       | Chandos Records     | Bohuslav Martinu: Sinfonietta Giocosa/Toccata e Due Canzoni/ Sinfonietta La Jolla Julian Jacobson zongora; Bournemouth Sinfonietta, vezényle: Vásáry Tamás CHAN 8859                                                                                     |
| 1990       | Chandos Records     | Respighi: 3 Botticelli Pictures Linda Finnie – contralto; Raphael Wallfisch cello Bournemouth Sinfonietta, vezényel: Vásáry Tamás CHAN 8913 |
| 1991       | Chandos Records     | Honegger: Symphony No. 4 Timothy Carey, Vásáry Tamás – zongora Bournemouth Sinfonietta; vezényel: Vásáry Tamás CHAN 8993 |
| 1994       | Deutsche Grammophon | IGOR STRAVINSKY: Pétrouchka* (Original Version: 1911); - Tamás Vásáry; London Symphony Orchestra; Charles Dutoit Apollon Musagète; Circus Polka; Berliner Philharmoniker; Herbert von Karajan                                                            |
| 1995       | Deutsche Grammophon | Basic Rachmaninov Berman, Vásáry London Symphony Orchestra, Yuri Ahronovitch |
| 1995       | Deutsche Grammophon | BASIC CHOPIN Martha Argerich, Emil Gilels, Tamás Vásáry, Lazar Berman, Christoph Eschenbach |
| 1996       | Deutsche Grammophon | JOHANNES BRAHMS Piano Works, Organ Works Daniel Barenboim; Wilhelm Kempff; Aloys Kontarsky; Alfons Kontarsky; Peter Planyavsky; Anatol Ugorski; Tamás Vásáry                                                                                             |
| 1996       | Deutsche Grammophon | JOHANNES BRAHMS Chamber Music Aronowitz; Barenboim; Borwitzky; Brandis; Christ; Demus; Hauptmann; Leister; Pleeth; Pollini; Rostropovitch; Serkin; Vásáry; Zukerman Amadeus Quartet; LaSalle Quartet; Quartetto Italiano                                 |
| 1996       | Hungaroton          | Dohnányi Ernő: Zenekari művek fisz-moll szvit Op. 19., Konzertstück Op. 12., Szimfonikus percek Op. 36 Onczay Csaba; Magyar Rádió és Televízió Szimfonikus Zenekara; vezényel: Vásáry Tamás HCD 31637                                                    |
| 1997       | Deutsche Grammophon | CLAUDE DEBUSSY Piano Works Dino Ciani (Preludes); Tamás Vásáry |
| 1997       | Hungaroton          | Ludwig van Beethoven: Beethoven: Symphonies Nos. 1-2 – Coriolan-Overture Budapesti Szimfonikus Zenekar; vezényel: Vásáry Tamás |
| 1997       | Hungaroton          | Ludwig van Beethoven: Egmont-nyitány Op. 84/ III. Esz-dúr szimfónia Op. 55 Budapesti Szimfonikus Zenekar; vezényel: Vásáry Tamás |
| 1997       | Hungaroton          | Ludwig van Beethoven: Beethoven: Symphony No. 4 & 5, Fidelio-Overture Budapesti Szimfonikus Zenekar; vezényel: Vásáry Tamás |
| 1997       | Hungaroton          | Ludwig van Beethoven: Prometheusz-nyitány Op. 43/ VI. (F-dúr) szimfónia Op. 68 Budapesti Szimfonikus Zenekar; vezényel: Vásáry Tamás |
| 1997       | Hungaroton          | Ludwig van Beethoven: VII. A-dúr szimfónia Op. 92 / VIII. F-dúr szimfónia Op. 93 Budapesti Szimfonikus Zenekar; vezényel: Vásáry Tamás |
| 1997       | Hungaroton          | Ludwig van Beethoven: 9. (d-moll) szimfónia (op. 125.) Tokody Ilona; Wiedemann Bernadette; Molnár András; Berczelly István; Magyar Rádió és Televízió Énekkara; Magyar Rádió és Televízió Szimfonikus Zenekara; vezényel: Vásáry Tamás                   |
| 1998       | Hungaroton          | Dohnányi Ernő: Hegedűversenyek Szabadi Vilmos (vl.), Magyar Rádió Szimfonikus Zenekara, vezényel: Vásáry Tamás HCD 31759 |
| 1998       | Deutsche Grammophon | SERGEI RACHMANINOV Piano Concertos Nos. 1-4 Tamás Vásáry; London Symphony Orchestra; Yuri Ahronovitch |
| 1998       | Deutsche Grammophon | FRÉDÉRIC CHOPIN Music of the Night 9 Nocturnes, 3 Etudes, 8 Preludes, 3 Mazurkas, 9 Valses, Ballade No. 2, Fantaisie-Impromptu op. 66 Argerich; Barenboim; Luisada; Ugorski; Vásáry                                                                      |
| 1998       | Deutsche Grammophon | FÜR ELISE – My first recital Bach, Beethoven, Bizet, Brahms, Chopin, Debussy, Grieg, Liszt, Mendelssohn, Mozart, Schubert, Schumann Argerich; Barenboim; Gilels; Haskil; Kempff; Alfons & Aloys; Kontarsky; Luisada; Pires; Ugorski; Vásáry; Weissenberg |
| 1998       | Deutsche Grammophon | SERGEI RACHMANINOV Lazar Berman – Corelli Variations op. 42, 6 Preludes Tamás Vásáry – Paganini-Variationen, Paganini Rhapsody op. 43 London Symphony Orchestra; Yuri Ahronovitch                                                                        |
| 1999       | Deutsche Grammophon | FRÉDÉRIC CHOPIN – Piano Sonatas, Variations Maurizio Pollini; Lilya Zilberstein; Anatol Ugorski; Tamás Vásáry; Vladimir & Vovka Ashkenazy |
| 1999       | dó-lá               | "Highlights" – Válogatás a Pécsi Szimfonikus Zenekar 1998-99. évi koncertjeiből Pécsi Szimfonikus Zenekar; Howard Williams; Drahos Béla; Vásáry Tamás; Hamar Zsolt; Szokolay Balázs; Bach Singers – Pécs                                                 |
| 2001       | Echiquier Records   | Wolfgang Amadeus Mozart: Piano Concertos, Rondo Érdi Tamás; Budapest Chamber Symphony; Vásáry Tamás ECD 006 |
| 2001       | Hungaroton          | Visszapillantások (Retrospections) Beethoven, Chopin, Liszt művek |
| 2002       | Hungaroton          | Johannes Brahms hegedűszonátái Kelemen Barnabás, Vásáry Tamás HCD 32028 |
| 2002       | Hungaroton          | Johannes Brahms zongoraversenyei Frankl Péter; A Magyar Rádió Szimfonikus Zenekara, vezényel: Vásáry Tamás HCD 32140 |
| 2002       | Deutsche Grammophon | FRÉDÉRIC CHOPIN Nocturnes, Waltzes, Ballades, Scherzos |
| 2003       | Deutsche Grammophon | SERGEI RACHMANINOV – Piano Concertos Nos. 2 + 3 Tamás Vásáry; London Symphony Orchestra; Yuri Ahronovitch |
| 2003       | Deutsche Grammophon | FRANZ LISZT Hungarian Rhapsodies, Consolations, La Campanella, Valse Impromptu, Rigoletto-Paraphrasem, Polonaise No. 2 Fantasy on Don Juan after Mozart's opera, Légende No.2, Paganini Etude No.2                                                       |
| 2005       | Hungaroton          | Chopin: Négy ballada/ Liszt: h-moll szonáta HCD 32271 |
| 2005       | Deutsche Grammophon | WEEKEND CLASSICS – A Chopin Weekend FRÉDÉRIC CHOPIN Polonaises, Nocturnes, Ballades, Études, Valses, Préludes Tamás Vásáry; Christoph Eschenbach; Lazar Berman                                                                                           |
| 2005       | Hungaroton          | SCHUMANN összes szimfóniája Budapest Symphony Orchestra |
| 2005       | Deutsche Grammophon | FRÉDÉRIC CHOPIN Piano Concertos, Études, 4 Impromptus, Mazurkas, Piano Sonatas, Berceuse, Polonaise Tamás Vásáry; Berliner Philharmoniker; Jerzy Semkow; Janos Kulka                                                                                     |
| 2005       | Deutsche Grammophon | WEEKEND CLASSICS -A Rachmaninov Weekend SERGEI RACHMANINOV Rhapsodie on a Theme by Paganini, Prelude op. 23 No. 4, Vocalise, Excerpts from Piano Concertos Nos. 2 + 3 Vásáry; Berman; Maisky; Gililov London Symphony Orchestra; Ahronovitch; Berman     |
| 2006       | Hungaroton          | Mozart: Zongoraversenyek, D-dúr Rondo Érdi Tamás; Weiner-Szász Kamaraszimfonikusok, vezényel: Vásáry Tamás HCD 32448 |
| 2009       | Hungaroton          | Kodály Zoltán: Népdalok (összkiadás) Bretz Gábor; Brickner Szabolcs; Hajnóczy Júlia; Halmai Katalin; Korondi Anna; Meláth Andrea; Németh Judit; Orendt Gyula; Wiedemann Bernadett; Vásáry Tamás; Virág Emese HCD 32557-9                                 |
| 2010       | Hungaroton          | Robert Schumann: Carnaval, Fisz-dúr románc, C-dúr fantázia, Gyermekjelenetek Vásáry Tamás – zongora HCD 32547 |
| 2012       | Deutsche Grammophon | Chopin: Piano Concertos Nos. 1 & 2 Vásáry, Pogorelich |
| 2013       | Deutsche Grammophon | JOHANNES BRAHMS Complete Piano Music Daniel Barenboim – Wilhelm Kempff; Anatol Ugorski – Tamás Vásáry; Alfons & Aloys Kontarsky; Peter Planyavsky |
| 2014       | Deutsche Grammophon | RACHMANINOV Complete Symphonies & Piano Concertos. Tamas Vasary, Berliner Philharmoniker / Lorin Maazel, London Symphony Orchestra / Yuri Ahronovitch |

## Kötetei
- A zenén túl... Vásáry Tamás zenés beszélgetései; Nap, Bp., 2003 (Álarcok)
- Szerelemben a zongorával. Vásáry Tamással beszélget Fazekas Valéria; Kairosz, Bp., 2006 (Magyarnak lenni)
- Szavakon túl Vásáry Tamás versei; Pilis Print, Bp., 2008
- Szívközelben. Fazekas Valéria beszélgetőtársai: Tőkés László, Szervátiusz Tibor, Péterffy Árpád, Miske László, Szabó Magda, Bereményi Géza, Makovecz Imre, Csoóri Sándor, Jankovics Marcell, Szörényi Levente, Vásáry Tamás, Sára Sándor, Gyurkovics Tibor; Kairosz, Bp., 2009
- Üzenet, 1-4.; Libri, Bp., 2013–2016
- A zenén túl... Vásáry Tamás zenés beszélgetései a Zeneakadémián; 2. jav., bőv. kiad.; Nap, Bp., 2018 (Álarcok)

## Magánélete
1966-tól neje 1994-ben bekövetkezett haláláig Kutasi Kovács Lajos író lányával, Ildikóval élt házasságban. Második feleségével, Tunyogi Henriett balettművésszel 16 évig élt együtt, 2019-ben váltak el. Saját gyermeket sosem akart.

## Karitatív tevékenysége
2017-ben alapította a Gyermekhíd Alapítványt, mely gyermekotthonban élő gyerekek társadalmi beilleszkedését segíti egyéni mentorok segítségével.